# Attack (musikgrupp)
Attack var en popgrupp i Huddinge i Sverige, som bildades 1980, med bland andra Rosa Körberg, och hade flera listframgångar i Sverige. Deras mest kända låt är "Ooa hela natten". Bandet splittrades 1985 men återförenades 1992.

## Medlemmar
- Åke Eriksson - Trummor (1980-1985, 1992-2005)
- Rosa Körberg - Sång (1980-1985, 1992-2005)
- Björn Uhr - Gitarr (1980-1985, 1992-2005) (Död 2016)
- Peter P.J Jägerhult - Basgitarr (1980-1982, 1992-1999)
- Fille Lindström - Basgitarr (1983-1985)
- Carl Gornitzki - Basgitarr (2000-2005)

Tidslinje

## Diskografi

### Album
- 1980 - Vampyr rock[3]
- 1981 - Rätt stuk
- 1982 - Full fart Framåt

### Singlar
- 1980 - "Du får inte komma i kväll/Vill du ha, kom å ta'"
- 1981 - "Kompaktmannen/Jag vill inte ner i källaren"
- 1981 - "Ooa hela natten/Kom fram"
- 1982 - "Trasnochando (Ooa hela natten)/Adelante (Kom fram)"
- 1982 - "Ooin in the moonlight/Ooin in the Moonlight (instrumentalversion)"
- 1982 - "Tokyo / Tung metall"
- 1982 - "Dag och natt/Grönt ljus"
- 1982 - "Helt rätt/Dr. Kildahr"

### Fotnoter
1. ↑  Svenska albumlistan Arkiverad 19 augusti 2014 hämtat från the Wayback Machine.
2. ↑  Svenska singellistan Arkiverad 19 augusti 2014 hämtat från the Wayback Machine.
3. ↑  https://smdb.kb.se/catalog/id/001887823